# Helmut Wöstmann
Helmut Wöstmann, auch Helmut Woestmann (* 1. Juli 1931 in Osnabrück) ist ein deutscher Schauspieler, Hörspiel- und Off-Sprecher.

## Leben und Wirken
Wöstmann hatte nach seiner Schauspielausbildung sein Theaterdebüt 1953 in seiner Heimatstadt Osnabrück gegeben. Anschließend folgten Verpflichtungen, die ihn nach Erfurt (damals DDR), Bonn, Saarbrücken und Darmstadt führten. Seitdem band er sich nicht mehr an ein festes Ensemble, sondern war freischaffend tätig. Für den Hörfunk war Helmut Wöstmann ebenso häufig tätig wie für das Fernsehen, das seit Mitte der 1960er Jahre zunehmend an Bedeutung gewann. 
Dort erhielt Wöstmann überwiegend Nebenrollen, Hauptrollen wie in Sabina Englender (1968) waren die Ausnahme. Während er in den vergangenen Jahrzehnten von dort keine Angebote mehr erhielt, machte sich Wöstmann vor allem in den späten Jahren einen Namen als Hörbuchsprecher und als Off-Sprecher von Dokumentarfilmen, darunter Menschen und Straßen: Alaskas Dalton Highway (2006), Izbica -- Drehkreuz des Todes (2007) und Hunger (2009). Aus der Ehe mit der Schauspielerin Vera Schult hat Helmut Wöstmann einen Sohn.

## Filmografie
- 1965: Ankunft bei Nacht
- 1966: Großer Ring mit Außenschleife
- 1967: Der Tag, an dem die Kinder verschwanden
- 1967: Der falsche Prinz
- 1968: Sabina Englender
- 1968: Anna Böckler
- 1969: Kollege Bindelmann
- 1969: Saids Schicksale
- 1969: Stewardessen (TV-Serie, eine Folge)
- 1969: Sie schreiben mit – Folge: Der Zeitungsverkäufer (TV-Serie)
- 1970: Die große Familie
- 1970: Recht oder Unrecht (TV-Serie, eine Folge)
- 1972: Tatort: Wenn Steine sprechen
- 1974: Tatort: Playback oder die Show geht weiter
- 1976: Sonntag
- 1977: Räuber und Gendarm
- 1978: Das Einhorn
- 1979: Parole Chicago (TV-Serie, eine Folge)
- 1980: Leiche auf Urlaub
- 1981: Histoires de voyous: Opération Primevère
- 1984: Ich, Christian Hahn (TV-Serie, eine Folge)
- 1988: Die Schwarzwaldklinik (TV-Serie, eine Folge)

## Theater (Auswahl)
Städtische Bühnen Erfurt
- 1957: Nordahl Grieg: Die Niederlage (Lucien, junger Bäckerbursche) – Regie: Georg Leopold
- 1957: Heinrich Spoerl:  Der Maulkorb (Schwefelhölzchen) – Regie: Georg Leopold
- 1958: Heiner Müller: Der Lohndrücker (1. Herr) – Regie: Eugen Schaub / Horst Ludwig

## Hörfunk-Feature
- 2007: Thomas Gaevert: Kundschafterin im Auftrag des Sozialismus – Die Geschichte der Gabriele Gast. Prod.: SWR2 Dschungel, 25 Min.